# Emilio Sereni
Emilio Sereni (Roma, 13 de agosto de 1907 - Civitavecchia, 20 de marzo de 1977) fue un periodista, partisano y político italiano.
Nació en una familia hebrea de intelectuales antifascistas. Fue hermano de Enzo Sereni (1905-1944), sionista socialista cofundador del kibutz Guivat Brenner, que fue asesinado por los nazis en el campo de concentración de Dachau (Alemania).
Emilio se inscribió en el Partido Comunista Italiano, en pleno auge del fascismo en Italia. En septiembre de 1930 es condenado por la justicia fascista a 20 años de cárcel, que después se reducirían a 15.
Finalmente fue amnistiado en 1935. Poco después escapó a París de manera clandestina. Fue descubierto en 1943 y se le condenó a 18 años de prisión por asociación subversiva. Consiguió huir, refugiándose en Milán (Italia). Se convierte en comandante general de la brigada Garibaldi junto a Luigi Longo. En 1946 entró en el comité central del PCI, donde permanecerá hasta 1975. En 1948 fue elegido senador, y renovó el cargo en 1953. En 1956, durante la invasión soviética de Hungría, Sereni es uno de los pocos dentro del PCI que se alinean con la Unión Soviética.

## Obra principal
- Napoli, París, Ed. di coltura sociale, 1938.

- La questione agraria e la rinascita nazionale italiana, Roma <sic>, Einaudi, 1946.

- Il capitalismo nelle campagne (1860-1900), Turín, Einaudi, 1947.

- Il mezzogiorno all'opposizione: dal taccuino di un ministro in congedo, Turín, Einaudi, 1948.

- Scienza, marxismo, cultura, Milano, Le edizioni sociali, 1949.

- Comunità rurali nell'Italia antica, Roma, Edizioni Rinascita, 1955.

- Vecchio e nuovo nelle campagne italiane, Roma, Editori Riuniti, 1956.

- Due linee di politica agraria, Roma, Editori riuniti, 1961.

- Storia del paesaggio agrario italiano, Bari, Laterza, 1961.

- Capitalismo e mercato nazionale in Italia, Roma, Editori riuniti, 1966
- La rivoluzione italiana, a cura di Giuseppe Prestipino, Roma, Editori riuniti, 1978.

- Terra nuova e buoi rossi e altri saggi per una storia dell'agricoltura europea, presentó Renato Zangheri, Turín, Einaudi, 1981.

- Politica e utopia: lettere 1926-1943, cura de David Bidussa y Maria Grazia Meriggi, Florencia, La nuova Italia, 2000.

- Lettere (1945-1956), cura de Emanuele Bernardi, prefacio de Luisa Mangoni, con Giorgio Vecchio, Soveria Mannelli, Rubbettino, 2011.

- Cultura nazionale e cultura popolare: scritti e discorsi, introducción y cura de Aurelia Camparini, Roma, Aracne, 2013.